# Hypo-Elastizität
Hypo-Elastizität (hypo- , altgriechisch „unter“) ist ein von Clifford Truesdell vorgeschlagenes Materialmodell für Elastizität, in dem die Änderung der Spannungen eine ausschließlich von den Spannungen bestimmte, lineare Funktion der Änderung der Dehnungen ist. Erst indem dieser Zusammenhang über die Zeit verfolgt wird, ergibt sich für das vorliegende Materialgesetz die Spannungs-Dehnungs-Beziehung.
Es gibt Materialmodelle, die sowohl zur Hypo- als auch zur Cauchy-Elastizität gehören. Beide Theorien besitzen aber auch Mitglieder, die von der anderen Theorie nicht erfasst werden. Die Formulierung der Hypo-Elastizität ist derart allgemein, dass sie sogar Verbindungen zur Plastizitätstheorie aufweist.
Ursprünglich beabsichtigte Truesdell ein neues Konzept für elastisches Verhalten zu formulieren, das, außer im linearen Sonderfall, exklusiv für große Deformationen sein sollte. Truesdell selbst meinte 1963: „Hypo-elasticity seems to offer a convenient summary of certain aspects of response common to many materials, rather than a theory of any particular material“ (zu deutsch etwa: „Hypo-Elastizität scheint eher eine geeignete Möglichkeit zu sein, gewisse Aspekte des Verhaltens, das vielen Materialien gemeinsam ist, nachzubilden, als eine Theorie für ein konkretes Material zu sein.“)

## Historischer Abriss
C. Truesdell beschreibt den Werdegang seiner Theorie wie folgt:
Das grundlegende Konzept wurde von Augustin-Louis Cauchy selbst in seiner Theorie über elastische Medien mit Eigenspannungen vorgeschlagen, wobei er Raten nicht direkt erwähnte, sondern in infinitesimalen statischen Deformationen implizierte. Spezialfälle der Hypo-Elastizität mit konstanten Raten wurden von C. Jaumann und Erwin Lohr angegeben. Eine Theorie der Visco-Elastizität, die einen Spezialfall der Hypo-Elastizität beinhaltete, wurde von Stanisław Zaremba ohne eine Erwähnung der Implikationen für eine Elastizitätstheorie vorgeschlagen. Die allgemeine Theorie wurde von F. Fromm formuliert, aber nicht weiter untersucht. Letztendlich wurde die Theorie dann von C. Truesdell vorgeschlagen. Barry Bernstein entdeckte den Zusammenhang mit der Plastizität und formulierte Integrabilitätsbedingungen. Die Erforschung der Theorie dauert bis ins einundzwanzigste Jahrhundert an.

## Definition
Ein hypo-elastisches Material gehorcht einem konstitutiven Gesetz der Form
{\displaystyle {\stackrel {\bullet }{\boldsymbol {\sigma }}}={\stackrel {4}{\mathbf {H} }}({\boldsymbol {\sigma }}):\mathbf {d} }.
Darin ist
- {\displaystyle {\stackrel {\bullet }{\boldsymbol {\sigma }}}} eine geeignete Rate
  - des Cauchy’schen Spannungstensors {\displaystyle {\boldsymbol {\sigma }}}
- {\displaystyle {\stackrel {4}{\mathbf {H} }}} ein nur von den Spannungen, nicht von den Dehnungen oder deren Raten abhängender, konstitutiver Tensor vierter Stufe
- „:“ das Frobenius-Skalarprodukt von Tensoren
- {\displaystyle \mathbf {d} ={\frac {1}{2}}(\mathbf {l+l} ^{\mathrm {T} })={\stackrel {\triangle }{\mathbf {e} }}} die räumliche Verzerrungsgeschwindigkeit
  - {\displaystyle \mathbf {l} ={\dot {\mathbf {F} }}\cdot \mathbf {F} ^{-1}} der räumliche Geschwindigkeitsgradient
    - {\displaystyle \mathbf {F} } der Deformationsgradient

  - {\displaystyle {\stackrel {\triangle }{\mathbf {e} }}:={\dot {\mathbf {e} }}+\mathbf {e\cdot l} +\mathbf {l} ^{\mathrm {T} }\cdot \mathbf {e} } die objektive kovariante Oldroyd[7]-Ableitung
    - des Euler-Almansi Tensors {\displaystyle \mathbf {e} ={\frac {1}{2}}\left(\mathbf {1} -(\mathbf {F\cdot F} ^{\mathrm {T} })^{-1}\right)}.

Als Zeitableitungen {\displaystyle {\stackrel {\bullet }{\boldsymbol {\sigma }}}} des Spannungstensors kommen Ableitungen in Frage, die unter einer euklidischen Transformation des Beobachters invariant sind, z. B. die Ableitungen aus folgender Tabelle:
| Name                                        | Formel |
| ------------------------------------------- | --- |
| Zaremba-Jaumann Ableitung                   | {\displaystyle {\stackrel {\circ }{\boldsymbol {\sigma }}}:={\dot {\boldsymbol {\sigma }}}+{\boldsymbol {\sigma }}\cdot \mathbf {w} -\mathbf {w} \cdot {\boldsymbol {\sigma }}}                                                                            |
| Konvektive kontravariante Oldroyd Ableitung | {\displaystyle {\stackrel {\nabla }{\boldsymbol {\sigma }}}:={\dot {\boldsymbol {\sigma }}}-\mathbf {l} \cdot {\boldsymbol {\sigma }}-{\boldsymbol {\sigma }}\cdot \mathbf {l} ^{\mathrm {T} }}                                                            |
| Cauchy-Ableitung                            | {\displaystyle {\stackrel {\diamond }{\boldsymbol {\sigma }}}:={\dot {\boldsymbol {\sigma }}}+\operatorname {Sp} (\mathbf {l} ){\boldsymbol {\sigma }}-\mathbf {l} \cdot {\boldsymbol {\sigma }}-{\boldsymbol {\sigma }}\cdot \mathbf {l} ^{\mathrm {T} }} |

Der Tensor
{\displaystyle \mathbf {w} =\mathbf {l-d} ={\frac {1}{2}}(\mathbf {l} -\mathbf {l} ^{\mathrm {T} })}
heißt Spin- oder Wirbel-Tensor.

## Objektivität
In der Definition der Hypo-Elastizität wurde bei den Zeitableitungen bereits darauf geachtet, dass sie nicht von einer euklidischen Transformation des Beobachters abhängen. Dadurch ist aber noch nicht gewährleistet, dass das Produkt {\displaystyle {\stackrel {4}{\mathbf {H} }}({\boldsymbol {\sigma }}):\mathbf {d} } aus dem konstitutiven Tensor und der Deformationsgeschwindigkeit ein objektiver Tensor ist. Damit dies der Fall ist, ist es notwendig und hinreichend, dass
{\displaystyle {\stackrel {4}{\mathbf {H} }}(\mathbf {Q} \cdot {\boldsymbol {\sigma }}\cdot \mathbf {Q} ^{\mathrm {T} }):(\mathbf {Q\cdot d\cdot Q} ^{\mathrm {T} })=\mathbf {Q} \cdot \left({\stackrel {4}{\mathbf {H} }}({\boldsymbol {\sigma }}):\mathbf {d} \right)\cdot \mathbf {Q} ^{\mathrm {T} }}
für beliebige orthogonale Tensoren {\displaystyle \mathbf {Q} } erfüllt ist,
{\displaystyle {\stackrel {4}{\mathbf {H} }}({\boldsymbol {\sigma }}):\mathbf {d} }
also eine isotrope Tensorfunktion von {\displaystyle {\boldsymbol {\sigma }}\;{\textsf {und}}\;\mathbf {d} } ist.

## Anisotropie
In einem von Eigenspannungen freien, unbelasteten Partikel eines hypo-elastischen Materials ist {\displaystyle {\boldsymbol {\sigma }}=\mathbf {0} }. Wenn in diesem Zustand belastet wird, ergibt sich:
{\displaystyle {\dot {\boldsymbol {\sigma }}}={\stackrel {4}{\mathbf {H} }}(\mathbf {0} )\cdot \mathbf {d} }
unabhängig davon, welche objektive Zeitableitung {\displaystyle {\dot {\boldsymbol {\sigma }}}} für die Spannungen benutzt wird. Weil auf der rechten Seite dieser Gleichung eine isotrope Tensorfunktion steht, entwickeln sich die Spannungen aus einem spannungsfreien Zustand heraus bei kleinen Verzerrungen zunächst wie in einem isotropen Material.
Umgekehrt ist ein Material, das aus einem spannungsfreien Zustand heraus bei kleinen Deformationen nicht isotrop – sondern anisotrop – reagiert, nicht hypo-elastisch.

## Isotrope Cauchy-Elastizität
Bei einem isotropen Cauchy-elastischen Material ergibt sich der Cauchy’sche Spannungstensor als isotrope Tensorfunktion des linken Cauchy-Green Tensors {\displaystyle \mathbf {b} :=\mathbf {F\cdot F} ^{\mathrm {T} }}, z. B.:
{\displaystyle {\boldsymbol {\sigma }}=\phi _{0}\mathbf {I} +\phi _{1}\mathbf {b} +\phi _{2}\mathbf {b\cdot b} }.
Die Koeffizienten {\displaystyle \phi _{0,1,2}} sind skalare, isotrope Funktionen der Hauptinvarianten oder anderen Invarianten des linken Cauchy-Green Tensors. Wegen
{\displaystyle {\dot {\mathbf {b} }}={\dot {\mathbf {F} }}\cdot \mathbf {F} ^{-1}\cdot \mathbf {F} \cdot \mathbf {F} ^{\mathrm {T} }+\mathbf {F} \cdot \mathbf {F} ^{\mathrm {T} }\cdot \mathbf {F} ^{\mathrm {T} -1}\cdot {\dot {\mathbf {F} }}^{\mathrm {T} }=\mathbf {l} \cdot \mathbf {b} +\mathbf {b} \cdot \mathbf {l} ^{\mathrm {T} }}
berechnet sich
{\displaystyle {\dot {\phi _{i}}}={\frac {\mathrm {d} \phi _{i}}{\mathrm {d} \mathbf {b} }}:{\dot {\mathbf {b} }}={\frac {\mathrm {d} \phi _{i}}{\mathrm {d} \mathbf {b} }}:(\mathbf {l} \cdot \mathbf {b} +\mathbf {b} \cdot \mathbf {l} ^{\mathrm {T} })=2\left({\frac {\mathrm {d} \phi _{i}}{\mathrm {d} \mathbf {b} }}\cdot \mathbf {b} \right):\mathbf {d} }
Die Ableitung des Spannungstensors nach der Zeit liefert so:
{\displaystyle {\begin{array}{rcl}{\dot {\boldsymbol {\sigma }}}&=&{\dot {\phi }}_{0}\mathbf {I} +{\dot {\phi }}_{1}\mathbf {b} +\phi _{1}{\dot {\mathbf {b} }}+{\dot {\phi }}_{2}\mathbf {b\cdot b} +\phi _{2}{\dot {\mathbf {b} }}\cdot \mathbf {b} +\phi _{2}\mathbf {b} \cdot {\dot {\mathbf {b} }}\\&=&2\left[\mathbf {I} \otimes \left({\frac {\mathrm {d} \phi _{0}}{\mathrm {d} \mathbf {b} }}\cdot \mathbf {b} \right)+\mathbf {b} \otimes \left({\frac {\mathrm {d} \phi _{1}}{\mathrm {d} \mathbf {b} }}\cdot \mathbf {b} \right)+(\mathbf {b\cdot b} )\otimes \left({\frac {\mathrm {d} \phi _{2}}{\mathrm {d} \mathbf {b} }}\cdot \mathbf {b} \right)\right]:\mathbf {d} \\&&+\mathbf {l} \cdot {\boldsymbol {\sigma }}+{\boldsymbol {\sigma }}\cdot \mathbf {l} ^{\mathrm {T} }+2\phi _{2}\mathbf {b\cdot d\cdot b} -2\phi _{0}\mathbf {d} \\\rightarrow {\stackrel {\nabla }{\boldsymbol {\sigma }}}&=&2\left[\mathbf {I} \otimes \left({\frac {\mathrm {d} \phi _{0}}{\mathrm {d} \mathbf {b} }}\cdot \mathbf {b} \right)+\mathbf {b} \otimes \left({\frac {\mathrm {d} \phi _{1}}{\mathrm {d} \mathbf {b} }}\cdot \mathbf {b} \right)+(\mathbf {b\cdot b} )\otimes \left({\frac {\mathrm {d} \phi _{2}}{\mathrm {d} \mathbf {b} }}\cdot \mathbf {b} \right)+\phi _{2}(\mathbf {b\otimes b} )^{\stackrel {23}{\mathrm {T} }}-\phi _{0}{\stackrel {4}{\mathbf {I} }}\right]:\mathbf {d} \\&=&{\stackrel {4}{\mathbf {H} }}(\mathbf {b} ):\mathbf {d} .\end{array}}}
Wenn also die Spannungs-Deformationsbeziehung invertierbar ist
{\displaystyle {\boldsymbol {\sigma }}=\mathbf {f} (\mathbf {b} )\quad \leftrightarrow \quad \mathbf {b} =\mathbf {f} ^{-1}({\boldsymbol {\sigma }})},
dann ist ein isotropes, Cauchy-elastisches Material auch hypo-elastisch, was erstmals Walter Noll aufzeigte.

## Plastizität
Hypo-Elastizität beinhaltet auch Modelle, die mit Elastizität unverträglich sind. Wenn beispielsweise der konstitutive Tensor {\displaystyle {\stackrel {4}{\mathbf {H} }}({\boldsymbol {\sigma }})} in einem bestimmten Spannungszustand verschwindet, bleiben die Spannungen bei fortschreitender Dehnung konstant. Dieses Verhalten ist aus der idealen Plastizität bekannt.
Barry Bernstein formulierte Bedingungen, die erfüllt sein müssen, damit Hypo-Elastizität konsistent mit einer bestimmten Spannungs-Dehnungs-Beziehung ist.